# Canal Albert
El Canal Albert (neerlandès Albertkanaal) és un canal de Bèlgica que connecta el Mosa i el port interior de Lieja amb l'Escalda i el port marítim d'Anvers. Té una llargada de 129,5 km. El 2016 hi van passar 40 milions de tones de mercaderies.
Ara la capacitat és de 9000 tones per a un vaixell i un conjunt de quatre barcasses empeses (Classe VIb), excepte per al tram més estret de Wijnegem fins al port d'Anvers que només accepta un conjunt de dues barcasses (Classe Vb). En acabar el canal Rin-Danubi el 1962, el port d'Anvers es troba connectat amb el mar Negre.
Tret de la navegació, el canal té un paper important per al proveïment d'aigua potable de l'aglomeració d'Anvers. És alimentat per l'aigua del Mosa. L'estiu el cabal del Mosa sovint força baix i no es pot captar prou aigua. Per això a les rescloses d'Ham i Olen es van crear estacions de bombatge úniques al món: per escassesa d'aigua bomben l'aigua necessària per mantenir el nivell del canal, per excés d'aigua serveixen de central hidroelèctriques, amb la qual s'alimenta les instal·lacions de les rescloses. A més, produeixen un excedent d'electricitat que correspon al consum anual d'un miler de famílies. Es projecta equipar les altres rescloses amb el mateix sistema quan seràn modernitzades.

## Història

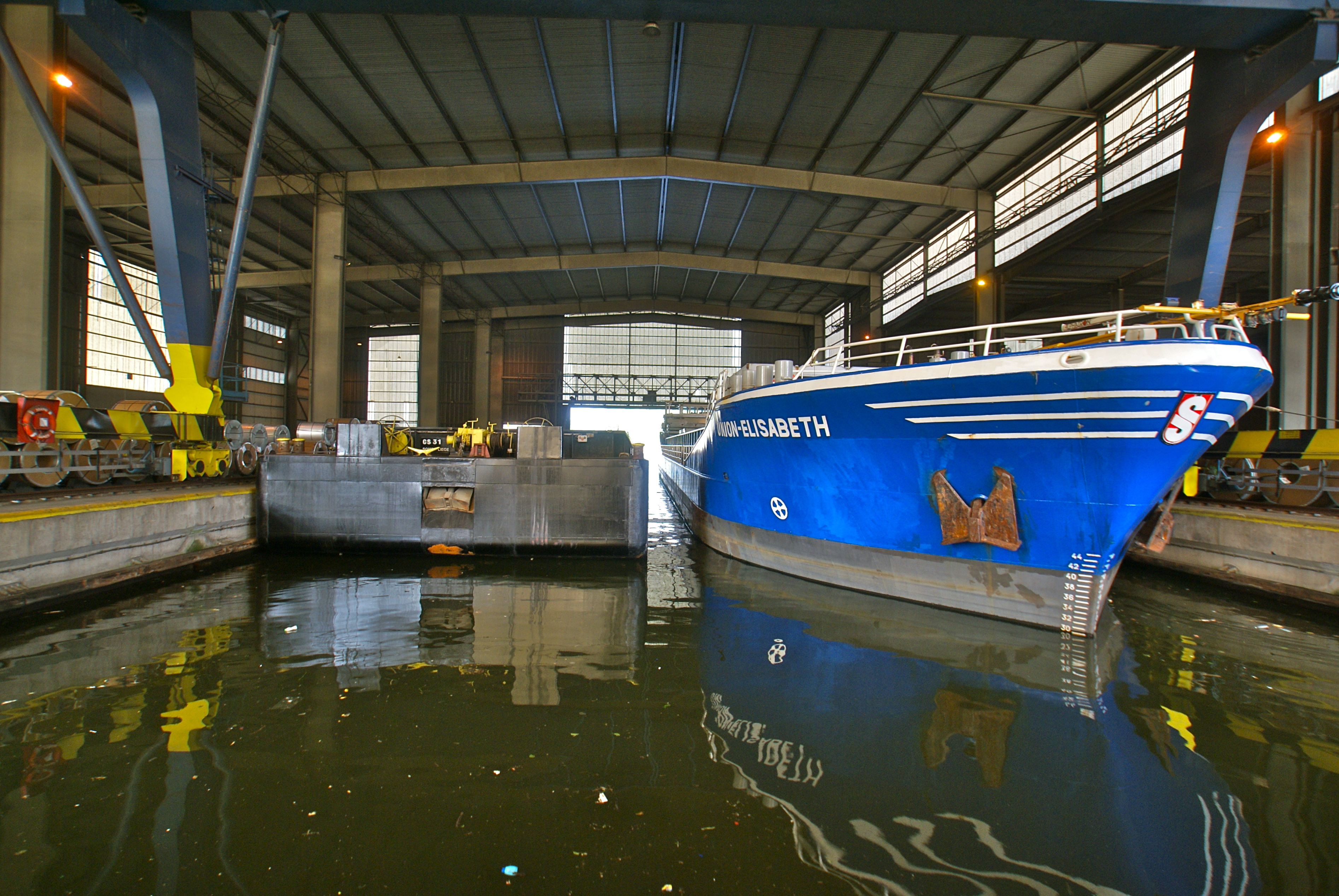
Dàrsena coberta a la vora del canal a Lieja

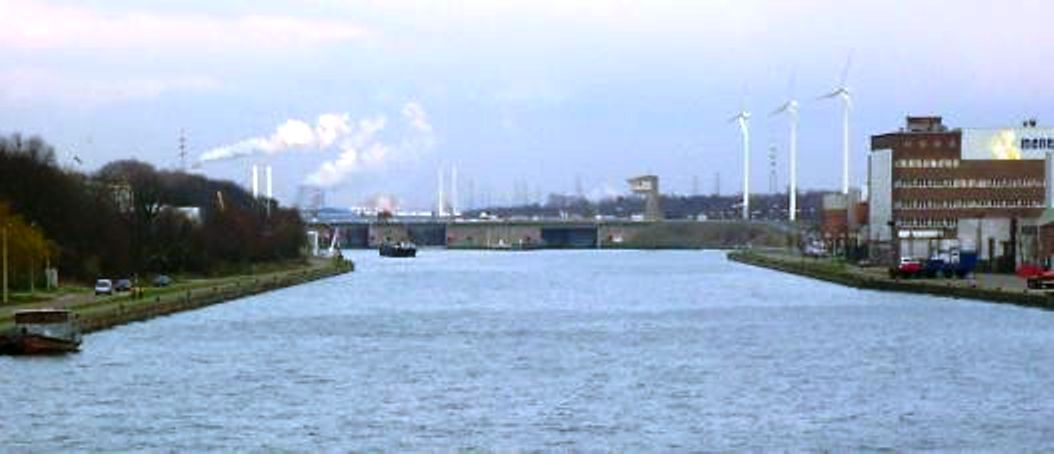
El Canal Albert a Hasselt

El canal va construir-se del 1930 al 1939 i inaugurar-se el 30 de juliol de 1939. La situació política inestable a la vetlla de la Segona Guerra Mundial va diferir-ne la posada en servei una primera vegada a l'inici del 1940.

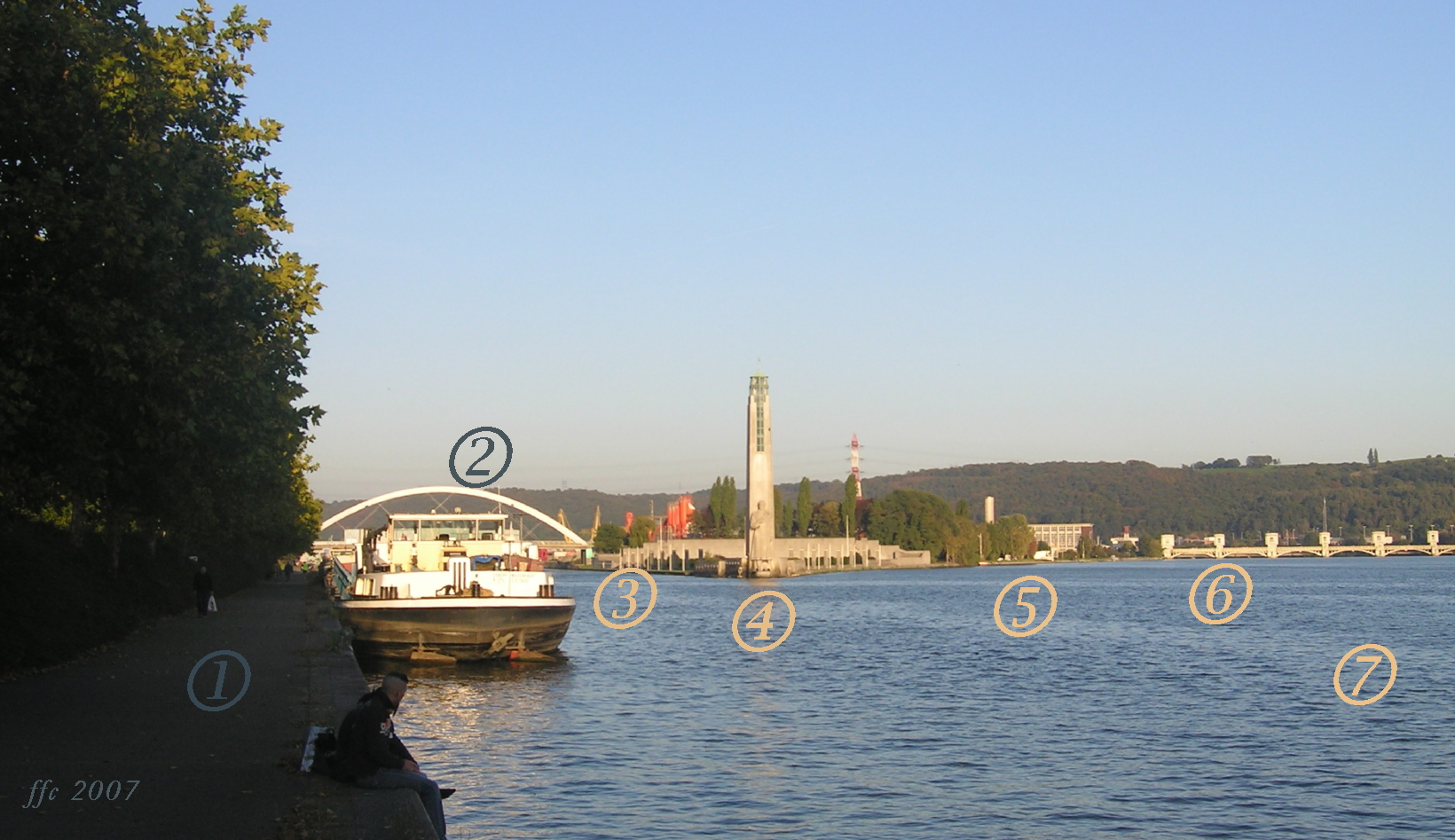
L'inici del Canal Albert al port de Monsin a Lieja

Poc després gairebé totes les rescloses i ponts es van dinamitar per a dificultar -en va- el pas a l'exèrcit alemany. El canal es va reobrir el 1946. Inicialment era concebut per a embarcacions fins a 2000 tones. Aviat va atènyer la seva capacitat màxima i un gran projecte de modernització i d'eixamplament va realitzar-se als anys 1960-1970. El 1940, calien set dies per a navegar de Lieja a Anvers, avui només 18 hores. Moltes indústries noves van establir-se als marges del canal que esdevingué una llarga però estreta zona industrial.
El canal es connecta amb el Netekanaal, el canal Dessel-Turnhout-Schoten, el canal Bocholt-Herentals i canal Briegden-Neerharen a Flandes i canal de Lanaye, canal Haccourt-Visé i el canal de Monsin a Valònia.